# Politeja (czasopismo)
Politeja – ukazujące od 2004 czasopismo naukowe Wydziału Studiów Międzynarodowych i Politycznych Uniwersytetu Jagiellońskiego. 
Pierwotnie półrocznik, następnie dwumiesięcznik. Na jego łamach publikowane są artykuły z zakresu nauk humanistycznych i społecznych (szczególnie z zakresu nauk politycznych, nauk o bezpieczeństwie oraz kulturoznawstwa). Redaktorem naczelnym pisma jest prof. dr hab. Bogdan Szlachta, a sekretarzem redakcji dr Arkadiusz Górnisiewicz. 
Pismo jest indeksowane w wielu bazach naukowych, m.in. w CEEOL, EBSCO, ERIH+, Index Copernicus czy JSTOR. 
Pismo ukazuje się we współpracy z Księgarnią Akademicką.